# Live in Miami @ The WDNA Jazz Gallery
| Recensione            | Giudizio |
| --------------------- | -------- |
| DownBeat              |          |
| AllAboutJazz          |          |
| Jazz Journal          |          |
| Concerto              |          |
| Sk.jazz               |          |
| Musica                |          |
| Jazzport              |          |
| Chicago Jazz Magazine | /        |
| JazzdaGama            | /        |
| Rifftides             | /        |
| Salt Peanuts          | /        |
| Jazzrytmit            | /        |
| Jazz Hot              | /        |

Live in Miami @ The WDNA Jazz Gallery è il quattordicesimo album discografico registrato negli Stati Uniti da Roberto Magris per la casa discografica JMood di Kansas City ed è stato pubblicato nel dicembre del 2017. Si tratta della registrazione dal vivo del concerto tenuto dal Roberto Magris Sextet con una all-stars di musicisti attivi sulla scena jazz di Miami, tra cui il trombettista Brian Lynch, vincitore di due Grammy Awards, presso la Jazz Gallery della stazione radiofonica WDNA di Miami il 6 febbraio 2016. Nel 2018, Live In Miami @ The WDNA Jazz Gallery è stato scelto dalla rivista DownBeat tra i migliori album dell'anno.

## Tracce
1. African Mood – 11:39 (Roberto Magris)
2. What Blues? – 8:33 (Roberto Magris)
3. Song for an African Child – 9:59 (Roberto Magris)
4. April Morning – 9:57 (Rahsaan Roland Kirk)
5. Chachanada – 9:31 (Roberto Magris)
6. Il bello del jazz – 9:50 (Roberto Magris)
7. A Flower Is a Lovesome Thing – 5:46 (Billy Strayhorn)
8. Standard Life – 9:16 (Roberto Magris)
9. Blues for My Sleeping Baby – 2:05 (Roberto Magris)

## Formazione
- Brian Lynch - tromba
- Jonathan Gomez - sassofono tenore
- Roberto Magris - pianoforte
- Chuck Bergeron - contrabbasso
- John Yarling - batteria
- Murph Aucamp - congas